# Rubine
Rubine ist eine seit 1993 erscheinende frankobelgische Action-Krimi-Comicserie des Autors Mythic (Jean-Claude Smit-le-Bénédicte) und des Zeichners François Walthéry.

## Inhalt
Rubine Killarney ist Inspektorin bei der Polizei von Chicago. Ihr attraktives Äußeres darf nicht darüber hinwegtäuschen, dass sie knallhart sein kann, denn ihr treuer Begleiter ist eine .357 Magnum. Zudem hat sie ein gutes Gespür dafür, wenn Sachen nicht so sind, wie sie scheinen. Das bringt sie immer wieder in Konflikt mit ihrem Vorgesetzten. Dafür kann sich Rubine auf ihre Kollegin und Freundin Shirley stets verlassen.
Ihr Temperament verdankt sie ihrer irischen Abstammung, ihre berufliche Ausrichtung ihrem Vater, der Sheriff in der Kleinstadt Beau Vallon ist. Nur ihre Mutter darf nichts von der Profession Rubines wissen, denn zwei Polizisten in der Familie könnte sie einfach nicht aushalten.
Trotz der Zeichnungen im Stile eines Funnies behandelt die Serie überwiegend ernste Themen wie Mord, Kindesentführung und -tötung und Totalüberwachung.

## Hintergrund
Die Grundidee zu Rubine hatte Mythic im Jahr 1979. Aussehen und Charakteristik wurden in den 1980er Jahren klar, als im Fernsehen die Serie Die Lady mit dem Colt über eine toughe, rothaarige Polizistin ausgestrahlt wurde. Thierry Martens, der ehemalige Chefredakteur von Spirou, brachte Mythic mit dem Zeichner François Walthéry zusammen, der als Ergänzung zu Natascha eine neue Aufgabe suchte. Weil Walthery aber durch die Arbeit an Natascha keine Zeit für die kompletten Zeichnungen hatte, wurde 1991 noch Dragan de Lazare (Dragan Lazarevic) von Mythic ins Boot geholt. De Lazare sollte sich vor allem um die Hintergrundzeichnungen kümmern. Der erste Band der gemeinsamen Arbeit erschien schließlich 1993 bei Le Lombard.
Durch den Kosovokrieg wurde Anfang 1999 die Arbeit mit De Lazare, der in Serbien lebte, nahezu unmöglich. Einen Ersatz für nächsten beiden Alben fand man in Boyan (Bojan Kovačević), der zuvor bereits für Don Lawrence gearbeitet hatte. Aber auch die Kommunikation mit Boyan war für Mythic und Walthery schwierig und so waren sie nicht unglücklich, als dieser nach Band 10 die Arbeit an Rubine aufkündigte.
Als Nachfolger suchten Mythic und Walthery jemanden, der näher bei ihnen wohnte und somit auch greifbar war. So kamen sie auf den belgischen Zeichner Bruno Di Sano, mit dem beide schon zwischen 2001 und 2004 an drei Bänden der Serie Une femme dans la peau (Ich, die Sexbombe) zusammengearbeitet hatten und der Walthery bei Band 20 der Serie Natascha unterstützt hatte.
Beinahe war es Ende der 1980er bereits zu einer Kollaboration zwischen Di Sano und Mythic gekommen: Beide hatten die Idee zu einer Serie um eine junge Polizistin namens Alex, die ebenso wie später Rubine nach dem Vorbild der TV-Serie Die Lady mit dem Colt gestaltet war, und in den Südstaaten spielen sollte. Der Verlag lehnte den Entwurf 1989 aber ab und bot Di Sano stattdessen einer Mitarbeit an Danys Serie Ça vous intéresse? (Interesse?) an.

## Veröffentlichung
Die Alben erscheinen seit 1993 im belgischen Verlag Le Lombard. Eine deutschsprachige Veröffentlichung erfolgte ab 2001 im Epsilon Verlag. Eine Gesamtausgabe der bis dahin erschienenen 13 Alben in vier Hardcoverbänden mit zusätzlichen Dossiers gab es von Le Lombard in den Jahren 2014/2015, auch diese Ausgaben wurden in Deutschland von Epsilon zwischen 2014 und 2016 veröffentlicht.
Weitere Übersetzungen der Comics gab es ins Dänische, Niederländische und Schwedische.

## Alben
1. Les Mémoires troubles, 1993, Szenario: Mythic, Zeichnungen: François Walthéry, Dragan de Lazare; deutsch: Hackerjagd, 2001
2. Fenêtre sur rue, 1994, Szenario: Mythic, Zeichnungen: Dragan de Lazare, François Walthéry; deutsch: Fenster zur Straße, 2001
3. Le Second Témoin, 1995, Szenario: Mythic, Zeichnungen: Dragan de Lazare, François Walthéry; deutsch: Der zweite Zeuge, 2001
4. Serial Killer, 1996, Szenario: Mythic, Zeichnungen: Dragan de Lazare, François Walthéry; deutsch: Serienkiller, 2002
5. La Disparue d'halloween, 1997, Szenario: Mythic, Zeichnungen: Dragan de Lazare, François Walthéry; deutsch: Die Vermisste von Halloween, 2002
6. America, 1998, Szenario: Mythic, Zeichnungen: Dragan de Lazare, François Walthéry; deutsch: America, 2003
7. Devoirs de vacances, 2000, Szenario: Mythic, Zeichnungen: Dragan de Lazare, François Walthéry; deutsch: Gefährliche Ferien, 2004
8. 96 heures, 2002, Szenario: Mythic, Zeichnungen: Dragan de Lazare, François Walthéry; deutsch: 96 Stunden, 2006
9. Cité modèle, 2004, Szenario: Mythic, Zeichnungen: Boyan, François Walthéry; deutsch: Modellstadt, 2008
10. Série noire, 2006, Szenario: Mythic, Zeichnungen: Boyan; deutsch: Schwarze Serie, 2008
11. Photo de classe, 2009, Szenario: Mythic, Zeichnungen: Bruno Di Sano, François Walthéry; deutsch: Klassenfoto, 2011
12. Le Lac Wakanala, 2010, Szenario: Mythic, Zeichnungen: Bruno Di Sano, François Walthéry; deutsch: Lake Wakanala, 2012
13. L'Héritier fragile, 2011, Szenario: Mythic, Zeichnungen: Bruno Di Sano, François Walthéry; deutsch: Der fragile Erbe, 2012
14. Serial Lover, 2021, Szenario: Mythic, Zeichnungen: Bruno Di Sano, François Walthery; deutsch: Serial Lover, 2024
15. Midway, 2023, Szenario: Mythic, Zeichnungen: Bruno Di Sano, François Walthery